# Язмін Карлін
Язмін Карлін (англ. Jazmin Carlin, нар. 17 вересня 1990, Свіндон, Велика Британія) — британська плавчиня, дворазова срібна призерка Олімпійських ігор 2016 року.

## Виступи на Олімпійських іграх
| Олімпіада | Дисципліна             | Місце |
| --------- | ---------------------- | ----- |
| Ріо 2016  | 400 м вільним стилем   | 2     |
| Ріо 2016  | 800 м вільним стилем   | 2     |
| Ріо 2016  | 4×200 м вільним стилем | 9     |